# Leskia ignifrons
Leskia ignifrons är en tvåvingeart som beskrevs av Mario Bezzi 1928. Leskia ignifrons ingår i släktet Leskia och familjen parasitflugor.
Artens utbredningsområde är Fiji. Inga underarter finns listade i Catalogue of Life.